# 東引鄉
東引鄉（馬拼：Toeyng-īng-hyong，平話字：Dĕ̤ng-īng-hiŏng），為中華民國連江縣所轄的一個鄉級行政區，轄區主要由東引島（原稱東湧島）、西引島（原稱西湧島）兩島組成，惟東引、西引兩島之間已興建中柱堤相連，而使兩島合為一島，東引島面積3.22平方公里、西引島1.13平方公里，含附屬無人島礁在內，總計全鄉面積4.4平方公里。
東引鄉主島北側的北固礁為目前中華民國政府實際統治區的最北境。因面積小且不易到達，在有主島西北部（原屬西引島）之后澳西側設有「國之北疆」石碑及觀景平台。

## 歷史
- 民國25（西元1936）年，東湧島自霞浦縣改劃連江縣，屬西洋聯保。
- 民國29（西元1940）年，汪精衛政權「和平救國軍」盤據東湧。
- 民國34（西元1945）年，抗戰勝利後，福建省政府將東湧島歸屬連江縣西洋鄉，設「東湧保」。
- 民國39（西元1950）年，「馬祖行政公署」設立，於東湧島設區公所。
- 民國40（西元1951）年，東湧島改屬長樂縣管轄，設東湧鄉公所。
- 民國43（西元1954）年，東湧島改屬羅源縣管轄，羅源縣政府駐東湧鄉。
- 民國45（西元1956）年，羅源縣政府撤銷，東湧島改屬連江縣管轄，並更名東引島，設東引鄉公所，戰地政務體制開始。
- 民國66（西元1977）年，鄉長改為民選。

## 人口
根據連江縣政府民政處統計，2024年底東引鄉戶數計有370戶，人口計有1,555人，下轄兩村人口分布情形分別為樂華村計有825人與中柳村計有730人。東引鄉人口的年齡構成中，0至14歲人口佔比10.74%，15至64歲人口佔比78.01%，65歲以上人口則佔比11.25%，老化指數約為104.79%，是連江縣青壯年人口佔比最高、老年人口佔比最低的行政區。

## 政治

### 歷任首長
- 黃星華：民國45年7月16日至48年5月1日。
- 尤德渠：民國48年5月1日至51年1月1日。
- 陳壽維：民國51年1月1日至52年11月。
- 王志任：民國52年11月至59年5月1日。
- 林守基：民國59年5月1日至63年10月8日。
- 陳安國：民國63年10月8日至75年3月1日。
- 陳寶銘：民國75年3月1日至82年8月31日。（任期未滿，轉任連江縣長曹常順機要秘書，所餘任期由鄉公所秘書陳端才代理。）
- 林日福：民國83年3月1日起至90年6月20日。（因病於任內去世，所餘任期由鄉公所秘書陳端才代理。）
- 陳寶銘：民國91年3月1日至94年8月13日。（因心臟疾病於任內猝逝，所餘任期由鄉公所秘書陳端才代理。）
- 馮印樂：民國95年3月1日至103年12月24日。
- 楊雲成：民國103年12月25日至107年12月24日。
- 林德建：民國107年12月25日至現任。

### 鄉政組織
東引鄉公所是東引鄉最高層級的地方行政機關，在中華民國政府架構中為鄉自治的行政機關，同時負責執行縣政府及中央機關委辦事項，東引鄉的自治監督機關為連江縣政府。鄉長由全體鄉民直接選舉產生，任期為四年，可連選連任一次。東引鄉公所並置鄉政會議，為鄉政最高決策機構，在鄉長之下，設有3課2室等5個內部單位。
東引鄉民代表會是東引鄉的最高民意機關，代表東引鄉全體鄉民立法和監察鄉政。鄉民代表由公民直選選出，任期為四年，可連選連任。東引鄉民代表會共有5位鄉民代表，選區劃分上為不分區，主席、副主席由5位鄉民代表互選產生。
東引鄉為連江縣議會第四選區，在連江縣議會9席縣議員中，東引鄉共選出1席縣議員。

### 行政區
東引鄉共下轄兩個村里，分別如下:

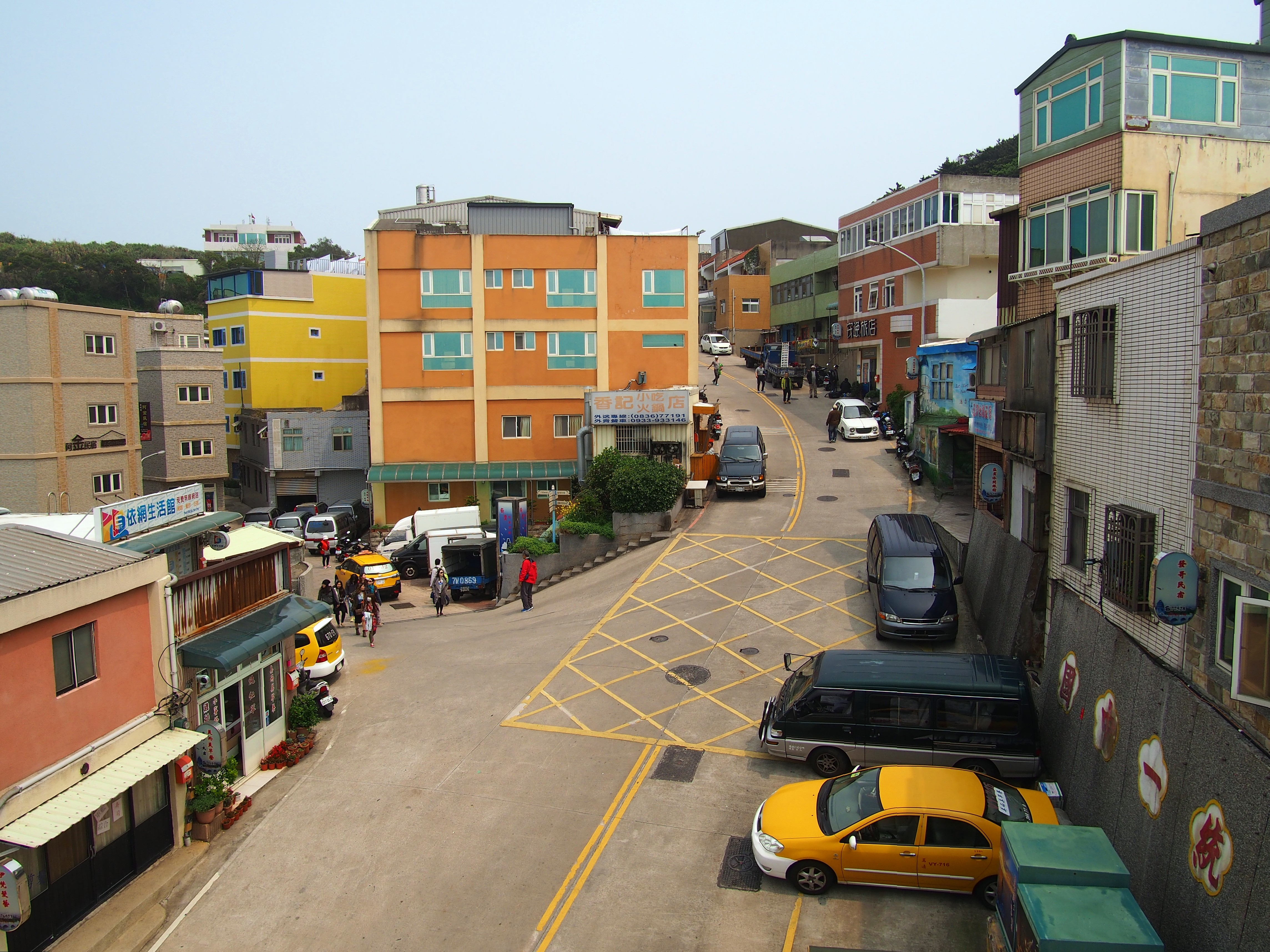
樂華村

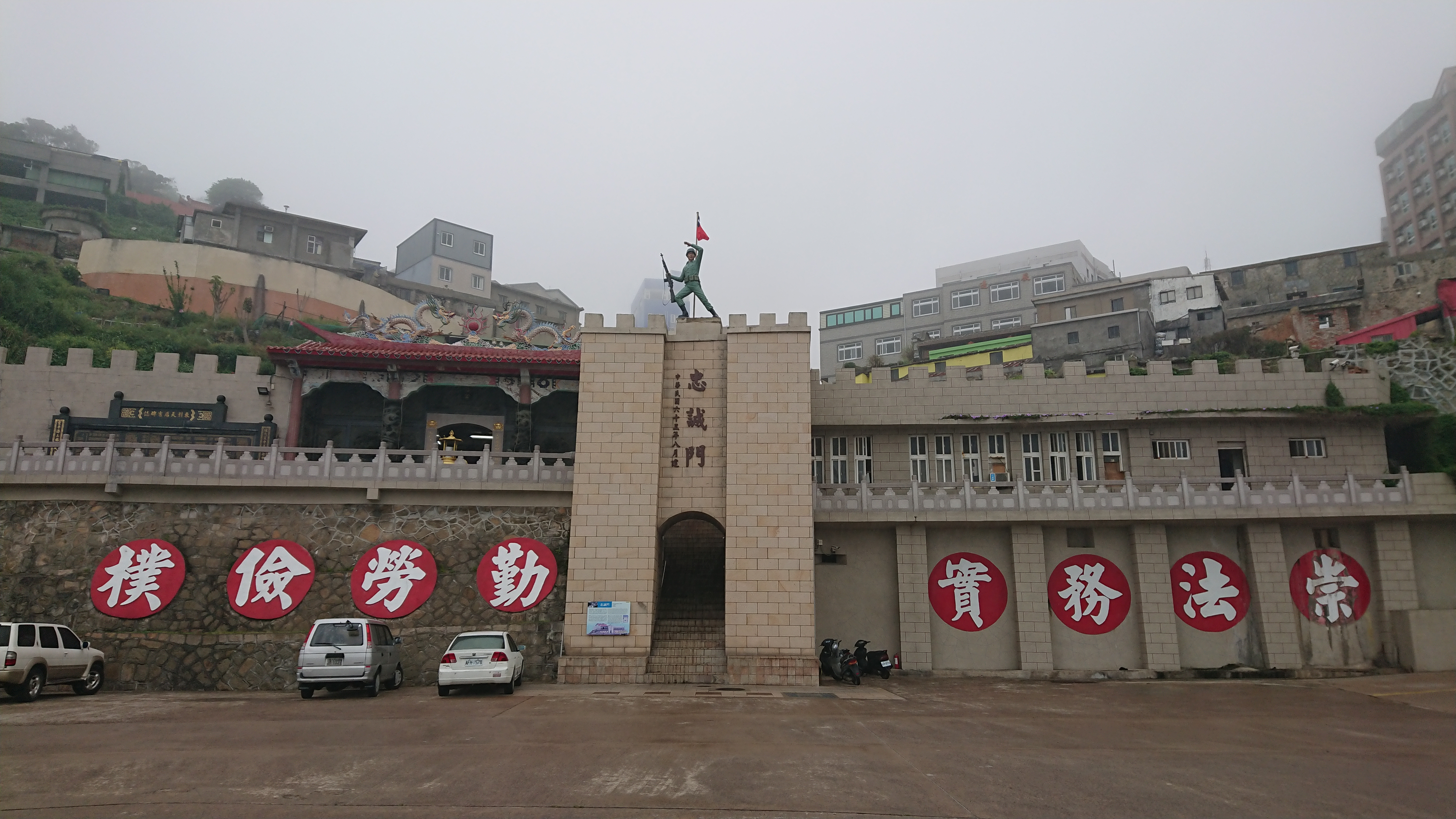
位於行政村分界的忠誠門，左側為中柳村

- 中柳村（tyng liū）、樂華村（louk huà）

### 選民結構
東引鄉的選民結構向來為藍大於綠，該鄉鄉長歷年選舉皆由中國國民黨籍或無黨籍的候選人當選。在2022年鄉長選舉中，民主進步黨在東引鄉推出原樂華村村長曹恆勇參選該屆鄉長，是次為民主進步黨首次在中華民國連江縣推出鄉長候選人，曹恆勇雖然以14.85%的得票率落敗在是次選舉落敗，但為民主進步黨歷年在連江縣得票率較高的其中一次選舉。

## 文化
「東引」原名「東湧」，據民間傳說，很早以前，福州東北方海面，一夜之間湧現一座小島，無以為名，遂名之「東湧島」。其實，在馬祖列島中，東引海域最深，船帆從南竿駛向東引，過了亮島（俗稱浪島），湧浪便轉大，因此，古人才以「湧」來稱呼。東引「水深潮暢、群礁拱抱」，是保育鳥類黑尾鷗的故鄉。
此地區民血緣與福建長樂一脈相傳，故時至今日，尚保留福州鄉音及閩東一帶風俗信仰。百姓以林、陳、劉為多，實際居住人口700人，原多以捕魚為生，但由於魚源逐年枯竭，加上大陸漁船橫行炸魚，現居民多以經商為主。島上設有一所國中小及附設幼稚園，高中以上學子，必須出外就學。

雖然島上有南澳、北澳、獅子村、三家村等四個自然村，但居民大多集中於南澳，為了方便分割行政區，因而從「中路」一分為二，成為中柳、樂華兩個行政村。馬祖列島都是一澳一村，因此，東引南澳一分為二，成為比較特殊的例子。
除了居民以外，由於軍事地位重要，至今仍重兵駐守。目前島上駐紮多個營，軍人數倍於百姓，是小小島上的消費主力。近年來，由於受到全國性「精兵政策」影響，駐軍逐年減少，因此發展觀光與釣遊、賞鳥成為當地居民的另一選擇。
在語言方面，東引鄉全境通行馬祖話，是閩東語的一種方言，當地方言與長樂區的長樂話最為接近。

## 教育

### 國民中學
- 連江縣立東引國民中學

### 國民小學
- 連江縣東引鄉東引國民小學

## 旅遊景點

### 東湧燈塔

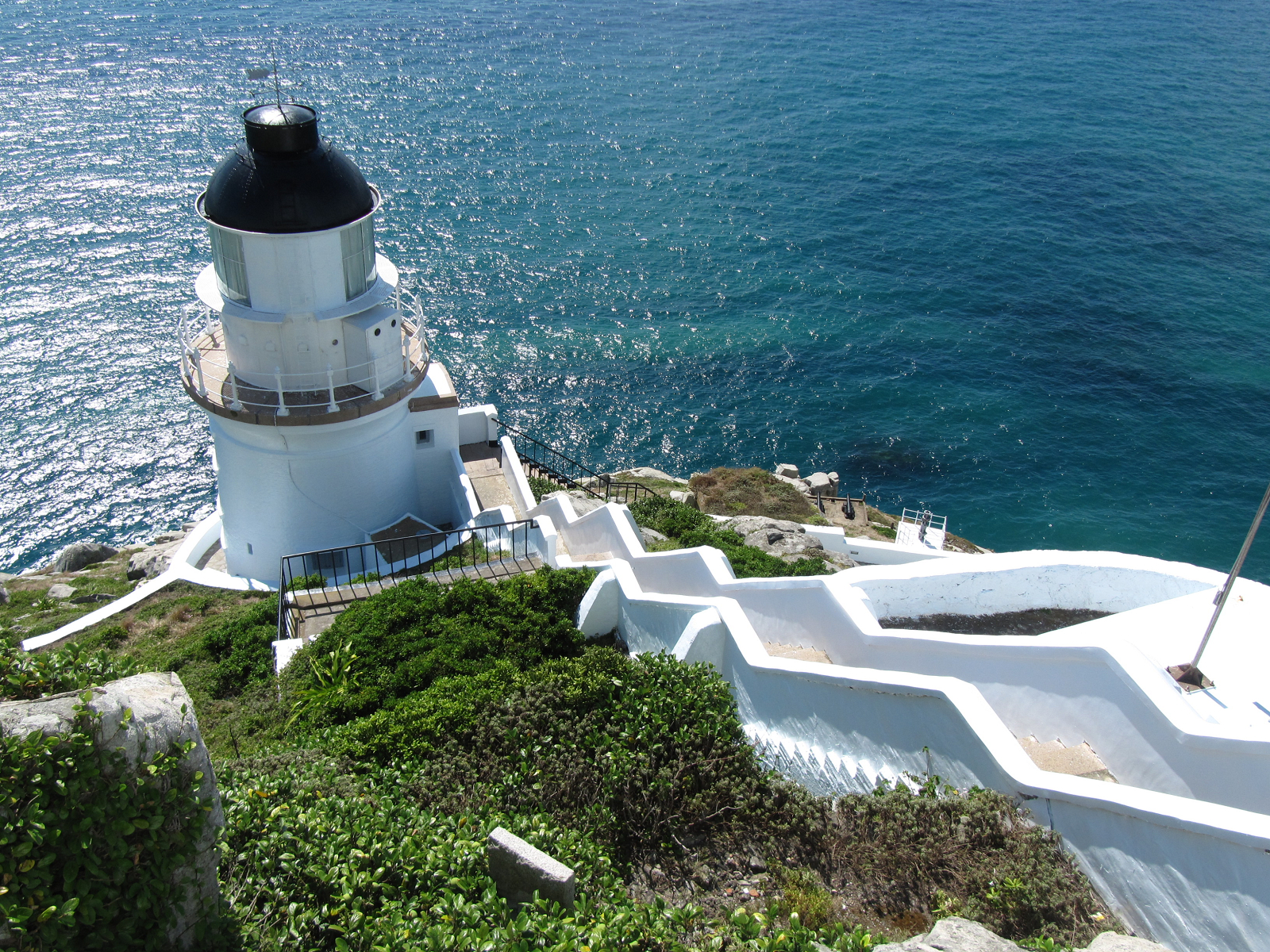
東引島燈塔（中右為霧砲與霧笛）

東湧燈塔興建完成於清光緒30年（西元1904年），民國77年被內政部評定為國家三級古蹟。聳立於懸崖峭壁上的白色燈塔，和崖下湛藍的海水相互輝映，氣勢雄偉。由於歐式建築風格，當地居民譽為「東引別墅」。燈塔下方設有霧砲兩尊，現改增設霧笛一座，取代霧砲做為霧季的助航之用。

### 烈女義坑
由海蝕崖及海蝕溝所構成的烈女義坑，懸崖高度近百公尺，從觀景台向下望，海浪在深谷中拍打的氣勢，令人驚心動魄。
傳說清朝年間，一名漁夫之妻遭盜匪強押至島上，義不受辱，逃到這座海蝕崖邊，縱身而下，喪命於斯，島民感佩其貞烈，於是命名該處為烈女義坑。

### 一線天
一線天是一處海蝕溝地形，位於東引天王澳的西側岬角，曲折的戰備壕溝兩旁，標語林立，步行而下，站在觀景台前，看見整片大海與天空被壓縮在垂直的岩壁縫隙中，海浪從狹小的空間，由外海鑽入，一點一滴侵蝕著岩壁，形成鬼斧神工的天然奇景。岩壁上「天縫聆濤」四字，為賴名湯將軍所題。

### 安東坑道
安東坑道位於東引指揮部旁，工程浩大，鬼斧神工。坑道內各項設施齊全，有寢室、彈藥庫、中山室、廁所，甚至連養豬的豬圈都有。坑道有八個洞口，沿著洞口外的山壁，每年春夏期間，黑尾鷗都會群聚於此，繁殖下一代。從洞口寬闊明亮的觀景平台望出，碧海藍天、奇岩怪石、海鷗飛舞，令人留連忘返。

### 朝山觀音
位在恩愛山東面山腳下，小紫澳西側，有一直立的巨石，從海上遠望，像是觀音盤坐向壁，但從山上望去，卻似立姿面山，因此命名「朝山觀音」。
《東引鄉誌》記載：傳聞普陀山觀音，駕祥雲捉妖，追至本島，見妖遁入山巖隙縫中，即立足施法，降服妖魔後，返回南海，留下此像，供後人憑弔。

### 東引酒廠
東引酒廠創立於民國50年，是島上最重要的生產事業。由於東引位於北緯26度，與中國三大名酒的茅台、瀘州老窖和五糧液相同緯度，不論溫濕度、微生物（幫助發酵的益菌），以及富含麥飯石的花崗岩地質所流出的優質山泉水，都是釀造好酒不可或缺的條件，因此素有「東湧陳高勝賽茅台」之美譽。

### 燕秀潮音
位於特種部隊海龍蛙兵的連隊後方，燕秀一詞，馬祖的方言讀音意指「燕巢」。燕秀潮音是一處典型的海蝕洞地型，藉著谷底裂縫與大海相通，每日潮汐引發潮水灌進谷底，潮浪撞擊岩面引發迴響，蕩漾於山谷間而成名。步行到最高點的觀景台，視野開闊，向東望去，「老鼠沙石林」美景，盡收眼底。

### 北海坑道
北海坑道位於東引燕秀澳西側，坑道長148公尺，原可容納數艘小艇，後來遭颱風侵襲，嚴重損壞，因而廢棄不用，民國89年整修完工後開放，內部重建步道及欄杆，坑道末端樹立八名構工者塑像，供人緬懷。坑道旁興建紀念碑一座，另構築拱橋，可就近欣賞豐富多變的海崖、海岬等海岸地形。

### 海現龍闕
海現龍闕位在北澳南方、東引加油站下方。由於澳口黝黑的玄武岩地質，在海浪日積月累的沖蝕下，沖刷成為奇特的「海蝕門」，每當巨浪捲起，或遇霧季時，海蝕拱門在浪濤霧裡若隱若現，彷彿一尾神出鬼沒的黑龍在此嬉戲，因此又有「潛龍鬧海」的別稱。

### 感恩亭
位在東、西引之間的中柱島，退潮時與東引島相連，漲潮時孤立海中，民國75年興建連堤，將東西引兩島連在一起。島上軍民為感念前總統蔣經國對東引重大建設的支持，在中柱島上興建感恩亭，亭中立有蔣經國坐姿銅像。登上感恩亭，可綜覽東、西引360度全景，視野遼闊，令人心曠神怡。

### 靜伏鱷魚
位於西引島清水澳的西側，以形如一隻靜臥的鱷魚得名。傳說有一兇猛的鱷魚長年於清水澳作怪，玉帝特地施法收伏巨鱷，將牠化為石身。
來到西引島，觀賞最佳的位置是位於清水澳東側的公路沿線，從路旁的「觀鱷區」向西望去，不僅靜伏鱷魚，連清水澳的海景也一收眼底。

### 東澳
東澳是位在西引島東方的澳口，與東引島北澳遙遙相望，在東、西引尚未興建海堤前，是西引島對外交通的重要樞紐之一。
東引少有廣大潮間帶，東澳的礫灘是少數能讓人親近海水的澳口，此處可欣賞海蝕門、海蝕溝及海蝕平台等海岸地形，是觀賞海蝕地景的最佳去處。

### 后澳
位在處北風迎風面的后澳，山坡地都被短草所覆蓋，保持著一貫原始的生態面貌。具有代表性的紅花石蒜、紅藍石蒜、油菊及海桐等原生種植物，都能在這片開闊的山坡地找到。此外，后澳也是東引島地質景觀最為豐富的景點，凡屬海蝕地型，如海蝕門、海蝕柱、海蝕洞的樣貌，在此皆可發現。

### 國之北疆
從后澳往西走，穿過一條約200公尺的水泥小徑，便來到一個視野良好的高處。民國95年，此地開發成為觀景平台，並豎立一塊「國之北疆」石碑，可以眺望中華民國實際控制的最北領土－北固礁，成為遊客到訪東引的必遊之處。立身於觀景平台上，向北望去是蒼茫無際的大海，平台西側則是著名地景「羅漢坪」，又名「三色石」，景色十分壯麗。

### 和尚看經
位於西引的兩六據點上，從中柱港望去，這顆矗立於山坡上的巨石，看來像是一位僧人，靜心觀看經書，冷眼看待世間繁華，因而得名。兩六據點仍有軍隊駐守，遊客不得進入，然而，只要從東引向西望去，和尚看經就現於眼前，每到黃昏，伴著霞光，更是氣象萬千，予人無限想像。

### 三色石
位於羅漢坪的前段，是由組成成份不同的火成岩排列在一起，這是經過無數的陸升與陸降而產生的岩層面貌。

### 忠誠門
昔日東引軍民進出及魚獲上下必經之處，位於東引島南澳濱海的入口處。

### 羅漢坪
有海蝕平台與海蝕柱兩種地貌，從海上向礁石群遠眺即能看到林立的海蝕柱，外觀有如「十八羅漢」。

### 烈女義坑
位於東引島東方的紫澳東岸，是非常具有教育意義及景觀美質的自然地景。

### 中柱島
位於東、西引之間，又名中引，島上有「經國紀念亭」及「中流砥柱」石刻，結合附近的「梅台」、先總統手書的「其介如石」、天后宮及白馬尊王廟，成為當地最佳的旅遊去處。

### 清水澳
位於西引島中央地區，澳口面朝南側，因長年岩石自然風化形成礫石灘，早期亦為當地居民漁作基地。

## 鷗科鳥類
東引島位於世界三大漁場之一的舟山群島西南端，附近海域又是暖寒海流相匯之處，所以漁產豐饒，海中資源可謂取之不竭，充份供應海鳥食物來源。
蔚藍的海洋，花崗岩所形成的奇岩峭壁，造就了東引島氣勢雄偉的自然景觀，其間也孕育了各式各樣的生物，而最引人注目的，莫過於每年夏天來此繁衍下一代的鷗科鳥類了。

### 黑尾鷗(Larus crassirostris)
黑尾鷗體長約45公分，在東引是最常見的鳥類，也是中華民國黑尾鷗數量最多的地方，連昔日反共救國軍的徽章，以及東引酒廠都將牠作為標誌，說牠是東引的象徵也不為過。
盛夏時節，來到東引的黑尾鷗族群多達數千隻，牠們大多選擇老鼠沙、安東坑道射口外的峭壁築巢。每年六到八月，黑尾鷗繁殖數量達到頂峰，也成為遊客必定拜訪的對象。

### 蒼燕鷗 (Sterna sumatrana)
蒼燕鷗體長約30公分，在鷗科鳥類中算是中型海鳥，是馬祖列島常見的夏候鳥，在東引則大多棲息於雙子礁、芙蓉礁及獨角帽等三座無人島礁上。蒼燕鷗最顯著的特徵是眼後連結到後頸的黑毛，看來像是綁了一條黑色頭巾，因此別名為黑枕燕鷗。蒼燕鷗多以小魚為食物，經常可以看到牠們在海面上穿梭、覓食的身影。

### 白眉燕鷗 (Sterna anaethetus)
白眉燕鷗體長約36公分，特徵是牠白色的額頭與眉線，從正面看好像牠頭上帶著代表勝利的V字形花紋，嘴、腳黑色，尾有深叉，喜歡低飛貼近海面，追逐魚群覓食。白眉燕鷗大多棲息在東引的雙子礁、獨角帽，及西引的芙蓉礁等三座無人島礁上。繁殖盛期為六、七月間，巢多築於平坦岩地或岩壁之凹穴中。

## 珍貴稀有植物
東引原生植物種類豐富，島上植物種類總共有83科170屬198種，不乏許多珍貴的觀賞及藥用植物。其中華南狗娃花僅產於日本，台灣及大陸都未見。長萼瞿麥在台灣都分佈於中高海拔地區，卻在海拔最高不到200公尺的東引出現。台灣少見的紅花石蒜、馬祖列島僅見於東引的紅藍石蒜，已經成為東引發展觀光的重要資產。至於生長緩慢，堅硬而質輕的濱柃木，曾經遭到大量砍伐而面臨生存危機，現已被列為保育植物。

### 紅花石蒜 (Lycoris radiataHerb.)
紅花石蒜屬石蒜科，花莖抽出時無葉，高約30至40公分，花的外觀由4至7朵小花組成，裂片極度皺縮和向後反捲，花絲thrum和花柱a style都很細長。紅花石蒜的花期約兩個月，每年八到九月之間，在東引的世尾山、恩愛山及西引的東澳、清水澳、龍船沙的海岸山坡地，都可發現，火紅艷麗的花朵，格外醒目。
民國95年經全縣民眾票選，紅花石蒜脫穎而出，取代軍管時期的九重葛，成為「縣花」。

### 紅藍石蒜 (Lycoris sprengeri)
又名馬祖石蒜，花色粉紅帶點藍色，葉片寬大，長約58公分，寬約1.3 公分，花型為杯狀，十分優美。紅藍石蒜的花期比紅花石蒜稍早一個月，在馬祖列島其分佈範圍只限於東、西引島，已列為珍稀保育植物。
每年六到八月，紅藍石蒜隨風搖曳的撩人姿態，把青翠山野點綴得格外華麗多彩。東引的世尾山、恩愛山及西引的東澳、清水澳、龍船沙的海岸山坡地，都可尋得它的芳蹤。

### 棉棗兒 (Scilla scilloides)
為一小型百合植物，粉紅色小花聚成總狀花序，有人說它的樣子很像狐狸尾巴，形態十分優美。在台灣，見於北部700公尺以下地區，但數量不多。每年七至八月，在東、西引的路旁開闊地或海岸山坡的草地上，都可以見到它的蹤跡。
棉棗兒在南竿也有分佈，但以東莒、東引、西引數量較多。台灣大學郭城孟教授建議，棉棗兒可以列入東引鄉「鄉花」候選名單。

### 長萼瞿麥 (Dianthus superbusvar.longicalycinus)
長萼瞿麥屬石竹科，長的就是野地裡石竹的模樣，花瓣邊緣不平整，連接花瓣長長的管狀萼calyx是它的最佳辨識特徵，大部份花色為粉藍紅色。因為數量太多，使得長萼瞿麥看起來像是馬祖列島的特有植物，但其實在台灣本島也有，只是並不常見。
長萼瞿麥的花季很長，從初夏橫跨到冬天，開花時間長達半年，它們在東引的野地、路旁大量生長，隨處可見它們迎風搖曳的美麗倩影。

### 華南狗娃花 (Heteropappus ciliosus)
在台灣未見的華南狗娃花，是由於東引島臨近中國大陸的特殊地理環境，所孕育的珍貴資產之一。這個幾乎貼地生長的可愛野菊花，舌狀花的花色有淡紫、粉紅和白色三種，中心的管狀花一式為黃色，淡紫、粉紅的舌狀花較常見。
每年燕鷗即將暫別的夏末季節，也就是華南狗娃花盛開，以搶眼的紫色，持續為夏季尾聲增添美麗的時候，在東湧燈塔、烈女義坑及后澳一帶，都可以看到它的大片群落。

### 濱柃木 (Eurya emarginata(Thunb.) Makino)
濱柃木本名叫凹葉柃木，俗稱馬祖紫檀，常綠性灌木，性耐風、耐鹽，是島上的優勢植物，大多分布在貧瘠的海岸峭壁，生長緩慢，葉片光滑而堅硬，葉緣還帶著粗鋸齒。
經過強勁的東北季風洗禮，濱柃木的樹姿伸展優美，由於質輕而堅硬，紋理優美，過去常被當地軍民挖掘用來製作手杖或印章，一度面臨生存的危機，所幸經過學者的調查及地方政府的重視，現已列為保育植物。遊客參訪燕秀潮音時，可發現其堅毅而優雅的身影。

## 特產

### 東引陳高
東引酒廠歷史悠久，最近幾年來，尤其以「東引陳高」銷產最大，成為馬祖列島各大餐館、卡拉OK招待佳賓的美酒，甚至聲名遠播至福州，成為黨政要員的饋贈最愛。1999年6月，立委曹爾忠、大和航業董事長林火孟率團赴福州參訪，向時任福建省省長的習近平贈送在澳門機場轉機時購買的XO酒，習近平竟笑說「這XO不稀罕啦，太多人送了，我最喜歡的是你們馬祖的東引陳高」。
陳高是高粱酒的精華，也就是所謂的「酒頭」或稱「二鍋頭」，而「酒尾」就灌裝成為一般的高粱酒。東引陳高的酒精度只有45％，無辣味，即使宿醉，也不會頭疼口乾，這也就是東引陳高暢銷馬祖列島的原因。
長久以來，東引陳高一直都是軍方高級將領送禮的最愛，其品質比金門陳高有過之而無不及，可惜的是，由於廠房面積狹小，機具及設備不足，產能無法擴增，所以東引陳高只夠內銷馬祖列島，少量運往台灣銷售。

### 米醋
東引原先有兩家米醋廠，目前只剩東引莒光米醋一家。米醋是由糯米與在來米依古法釀造，未添加人工醋精，是符合現代人要求的健康生機飲品、中藥之藥引與家庭調味料。

## 外部連結
- 東引鄉公所 （页面存档备份，存于）
- 東引 離島最美的Facebook專頁
- YouTube上的來自北海的呼喚-迷漾東引頻道